# Simão de Abreu
Simão de Abreu (fl. XVI secolo) è stato un pittore portoghese.

## Biografia
Fra le scarse notizie su di lui, si sa che collaborò con Domingos Vieira Serrão e altri all'abbellimento del Convento dell'Ordine di Cristo a Tomar: a lui si devono in particolare i sette dipinti parietali sopra il deambulatorio.